# Herwin Jaya
Pour les articles homonymes, voir Jaya.
Herwin Jaya, né le 2 juillet 1985, est un coureur cycliste indonésie. Il a notamment remporté le Tour d'Indonésie  en 2010. 

## Palmarès et résultats

### Palmarès par année
- 2009
  - 2e étape du Perlis Open
- 2010
  - 5e étape du Tour de Singkarak
  - Tour d'Indonésie :
    - Classement général
    - 1re étape (contre-la-montre par équipes)

### Classements mondiaux
| Année         | 2009 | 2010 | 2011 | 2012 |
| ------------- | ---- | ---- | ---- | ---- |
| UCI Asia Tour | 129e | 145e | 50e  | 254e |